# Robert Elektrozoo

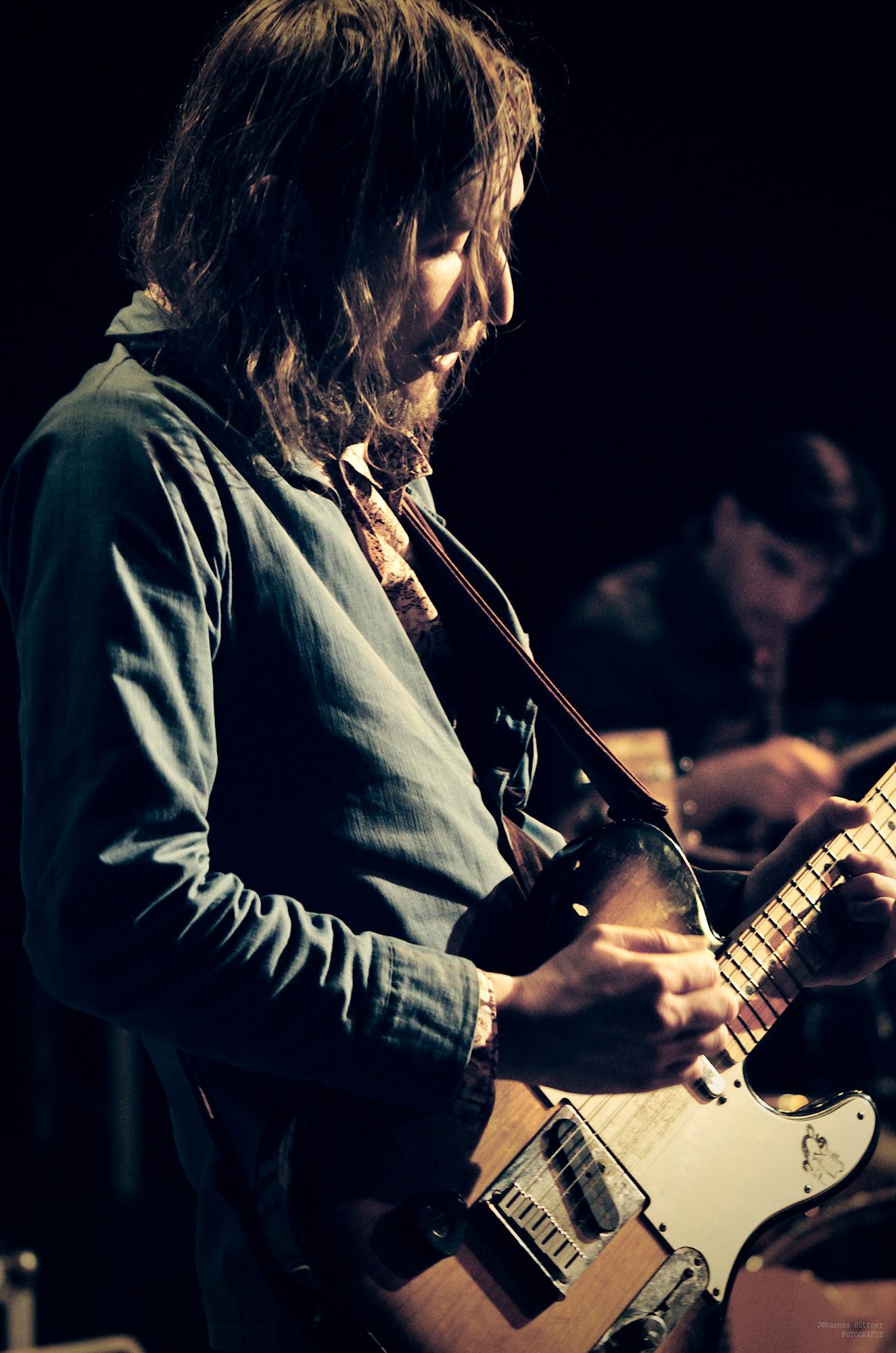
Robert Elektrozoo (2013)

Robert Elektrozoo (* 1983 als Robert Petzold in Karl-Marx-Stadt (jetzt Chemnitz), Deutschland) ist ein deutscher Blues- und Rock-Gitarrist, Sänger und Songwriter.

## Karriere
Im Alter von 18 Jahren gründete er die Chemnitzer Band Subcultures In A Fridge. Mit seinem Umzug nach Leipzig im Jahr 2003 wurde die Band aufgelöst. 2004 gründete er zusammen mit Robert Schneider und Christian Thurow die 3apes band. Bis zur Auflösung 2016 war er als Gitarrist und Sänger maßgeblicher Stilgeber der Band und absolvierte mehr als 300 Konzerte. Mit der 3apes band gewann er 2006 den Courage-Zeigen-Contest. Seit 2017 ist er als Gitarrist und Sänger bei The Residudes tätig.

## Privates
Elektrozoo lebt seit 2003 in Leipzig. 2007–2009 war er Teil der Jury des Courage-Zeigen-Wettbewerbes. Neben der Tätigkeit als Musiker ist er als Maler, Komponist und Schneider aktiv. Bis 2015 hat er für sein eigenes Modelabel Zootex – Die Hemdenmanufaktur Designerhemden entworfen und hergestellt. 

## Diskografie

### Alben
- 2006: 3apes band: Tidy and Well Dressed Gossip (CD, Eigenvertrieb)[2]
- 2006: 3apes band: Live With Winter (CD, Eigenvertrieb), Johnny Winter Live Support
- 2007: 3apes band: Stark Raving Mad (CD, Eigenvertrieb)
- 2008: 3apes band: Stark Raving Mad 2.0 (CD, CASPERHAUSERmusik)[3]
- 2012: 3apes band: The Unknown Side of Monkey Business (Web Release, CASPERHAUSERmusik)
- 2015: 3apes band: Shady Monkeys (Web Release, CASPERHAUSERmusik)
- 2017: The Residudes: Brighter Than Fog (Web Release, CASPERHAUSERmusik)
- 2018: The Residudes: Degraded From A Jester To A Fool (Web Release, CASPERHAUSERmusik)

## Auszeichnungen
- 2006: Courage-Zeigen-Contest, Beste Musikgruppe
- 2012: FLYING MUSIC CIRCUS[4]